# 야곱의 사다리 (영화)
《야곱의 사다리》(Jacob's Ladder)는 1990년 개봉한 에이드리언 라인 감독의 심리 공포 영화이다. 팀 로빈스, 엘리자베스 페냐, 대니 앨로 등이 주연한다. 매콜리 컬킨도 잠시 등장하나 크레딧에는 쓰여있지 않다.

## 스토리
제이콥(팀 로빈스)은 베트남전에서 돌아온 이후로 환상을 보게 된다. 이 환상들을 계속 보게 되다 참을 수 없게 된 제이콥은 환상을 보게 되는 이유를 찾다 자신이 베트남전에서 '래더(ladder)'라는 환각제의 효과를 시험하는 미국의 비밀 화학실험의 대상이 됐다는 엄청난 사실을 알게 된다. 제이콥은 자신과 전우들을 둘러싼 미 국방부의 비밀을 더 깊이 파헤친다.
영화의 마지막에서는 "베트남 전쟁 당시 환각제 BZ가 군인들에게 사용됐다고 하지만 미 국방부는 이를 부인했다"라는 말이 나온다.

## 출연

### 주연
- 팀 로빈스
- 엘리자베스 페나
- 맷 크레이븐

### 조연
- 프루이트 테일러 빈스
- 제이슨 알렉산더
- 패트리시아 칼렘버
- 에릭 라 살레
- 대니 에일로

## 기타
- 협력프로듀서: 브루스 조엘 루빈
- 미술: 브라이언 모리스
- 의상: 엘렌 미로닉

## 평가
로튼 토마토에서 72%를 기록했으며, 시카고 선타임즈의 로저 이버트는 별 4개 만점에 3개 반을 부여하였다.

## 같이 보기
- 맨츄리안 켄디데이트 (1962년 영화)
- 맨츄리안 켄디데이트 (2004년 영화)
- 미국의 비윤리적 인체 실험